# 1991 VG
1991 VG este un obiect din apropierea Pământului descoperit de astronomul american James Scotti pe 6 noiembrie 1991. Datorită orbitei sale neobișnuite și a variației rapide a luminozității, au existat speculații că poate fi un obiect artificial sau chiar de origine extraterestră. În ultimii ani, cu toate acestea, au avut loc descoperiri suplimentare care au explicat caracteristicile neobișnuite ale lui 1991 VG, nemaifiind privit ca un obiect anormal.

## Orbită asemănătoare cu a Pământului
Pe 6 noiembrie 1991, Scotti a descoperit un mic obiect puțin strălucitor, care a fost denumit 1991 VG la scurt timp după descoperire. Orbita heliocentrică a obiectului este foarte asemănătoare cu orbita Pământului și la doar o lună după descoperirea sa s-a constatat că acesta trece prin apropierea Pământului. Având în vedere această asemănare cu orbita Pământului, durata dinamică de viață a unui astfel de obiect este relativ scurtă, din cauza unui impact cu Pământul sau a perturbărilor produse de Pământ în orbita lui, schimbând-o. Similaritatea orbitei obiectului cu cea a Pământului a fost, de asemenea, foarte dificil de explicat bazându-ne pe sursele naturale, fiind sugerată ideea ejectării sale în urma unui impact Lunar recent sau din cauza perturbațiilor negravitaționale, cum ar fi efectul Yarkovsky. Mult mai recent, primul asteroid troian al Pământului - 2010 TK7 a fost identificat împreună cu alte obiecte, ca sursă posibilă pentru obiectele de tip 1991 VG.

## Posibilă structură monolitică
De la descoperirea obiectului 1991 VG, aproximativ 80% dintre asteroizii mici, cu magnitudini absolute (H) puțin strălucitoare sub 22.0 (corespunzătoare unor dimensiuni mai mici decât cca. 200 de metri) și cu curbe de lumină măsurate au perioade de rotație de 2 ore. Rotația rapidă face ca aceste obiecte (care sunt formate din mai multe resturi/roci) să-și mențină fragmentele împreună nu numai datorită atracției gravitaționale a acestora - care este perturbată de accelerația centripetă. Majoritatea acestor obiecte, prin urmare, sunt considerate a fi corpuri monolitice sau conglomerate, ale căror fragmente sunt ținute împreună de alte forțe în afara gravitației (roci monolitice, grupuri de resturi ținute împreună de către topiturile de impact sau sudate printr-un alt proces natural). Variația neobișnuit de rapidă a curbelor de lumină observată în cazul imaginilor luate obiectului 1991 VG în timpul trecerii sale prin apropierea Pământului în decembrie 1991 nu mai este considerată unică sau neașteptată.

## Posibila origine artificială
Incertitudinea în privința originii obiectului, combinată cu variație rapidă a strălucirii obiectului în imaginile obținute în cursul trecerii sale aproape de Pământ la începutul lunii decembrie 1991, au dus la apariția speculațiilor că 1991 VG poate fi de origine artificială. Au fost multe speculații că ar putea fi un obiect din racheta satelitului care a fost lansat la începutul anilor 1970 când 1991 VG a fost în apropierea Pământului. Abordările de mai devreme a Pământului au fost înainte de începerea erei spațiale. Unii au mers atât de departe, încât au sugerat posibilitatea că acesta ar putea fi un obiect extraterestru, cum ar fi sonda Bracewell, deoarece cursul său orbital nu se aseamănă cu nici un obiect făcut de om precum rachetele sau sondele-spațiale. Dr. Duncan Steel a sugerat proviniența extraterestră a obiectului într-un articolul din The Observatory.

## Abordările viitoare
1991 VG are o magnitudine absolută H=28,5 ceea ce ar corespunde unui asteroid cu un diametru de aproximativ 6-12 metri și este, prin urmare, mult prea slab pentru continuarea studiilor, în afară de timpul când se află în apropiere de Pământ. Următoare abordare a Pământului va fi în 2017.